# Александар Джорджевич
Олександр «Саша» Джорджевич (серб. Александар "Саша" Ђорђевић / Aleksandar "Saša" Đorđević; народився 26 серпня 1967 року в Белграді, СР Сербія, СФР Югославія) —  югославський і сербський баскетболіст. Грав на позиції розігруючого захисника. В даний час тренер.

## Кар'єра баскетболіста

### В клубах
Грав за відомі європейські клуби Партизан, Олімпія Мілан, Реал, Барселона, а в 1996 ріку грав за команду НБА Портленд Трейл Блейзерс. Завершив кар'єру гравця в 2005 ріку.

### У збірній
Грав за збірну Югославії, де провів 108 ігор. Перші медалі зі збірною — бронзові — виграв в 1987 році на Чемпіонаті Європи. Через чотири роки Джорджевіч виграв зі збірною золото Євробаскету 1991. У 1996 році на Літніх Олімпійських іграх серби зайняли друге місце, програвши у фіналі першості США. У 1995 році він став дворазовим чемпіоном Європи. У 1997 році в  Іспанії Саша завоював разом з командою свій третій європейський чемпіонський титул. У 1998 році Югославія виграла чемпіонат світу в Греції, це золото стало останнім в кар'єрі Олександра Джорджевича в збірній. З початку 2000-х років він більше не з'являвся в команді.